# Borgs landskommun
Borgs landskommun  var en tidigare kommun i Östergötlands län.

## Administrativ historik
När 1862 års kommunalförordningar trädde i kraft inrättades i Sverige cirka 2 500 kommuner. Huvuddelen av dessa var landskommuner (baserade på den äldre sockenindelningen), vartill kom 89 städer och åtta köpingar. Då inrättades i  Borgs socken i Memmings härad i Östergötland denna kommun. 
1936 uppgick denna landskommun i Norrköpings stad som senare 1971 ombildades till Norrköpings kommun.